# 藍氏燕尾鮗
藍氏燕尾鮗（学名：Assessor randalli），又名蘭氏七夕魚、七夕魚，為輻鰭魚綱鱸形目鱸亞目七夕魚科的一個種。
此鱼种名以长期从事海洋鱼类研究的美国鱼类学家John Ernest Randall命名。

## 分布
本魚分布於西太平洋區，包括中國、日本、臺灣、澳洲、新幾內亞等海域。

## 特徵
本魚體延長而側扁，魚體紫黑色，但在明亮的地區常呈亮藍色，尾鰭叉形，體長可達4公分。

## 生態
本魚棲息在礁石的陰暗面或凹陷處，並以脆弱的腹面而朝向礁壁的的方式游泳，生性膽小，不易觀察。屬肉食性，以浮游動物為食。

## 經濟利用
多被當作觀賞魚，無食用價值。